# Markeffekt

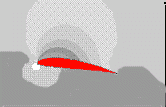
Beskrivning av avsaknad av markeffekt

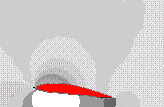
Lyftande markeffekt

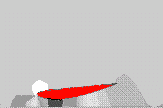
Sänkande markeffekt

Markeffekt är den extra lyftkraft som ett flygplan med fast vinge får när det flyger tillräckligt nära marken (eller havet). Då komprimeras luften runt och under planets vingar med hjälp av luftvirvlarna som dessa åstadkommer och ökar därmed lyftkraften. 
Denna effekt kan även utnyttjas av sjögående farkoster. En vanlig variant är en markeffektfarkost med korta vingar, en slags svävare med vingar som vid viss hastighet lyfter från vattnet.
En regel säger att flyghöjden för en så kallad "Wing In Ground Effect" (WIG) är halva spännvidden, till exempel: Karossens bredd är 130 cm, vingarna är 2x125 = 380 cm. Kryssningshöjden blir då 380/2 = lite under 2 meter vid en viss hastighet, med möjlighet att vid behov kortvarigt stiga till mer än det dubbla. 
En markeffektfarkost klassas som båt, varför det inte behövs flygcertifikat för att köra den.
Markeffekten hjälper också fladdermöss och fåglar att spara energi när de flyger, därför flyger t ex många flyttande fåglar på mycket låg höjd över havet.

## Markeffekt beträffande racerfordon

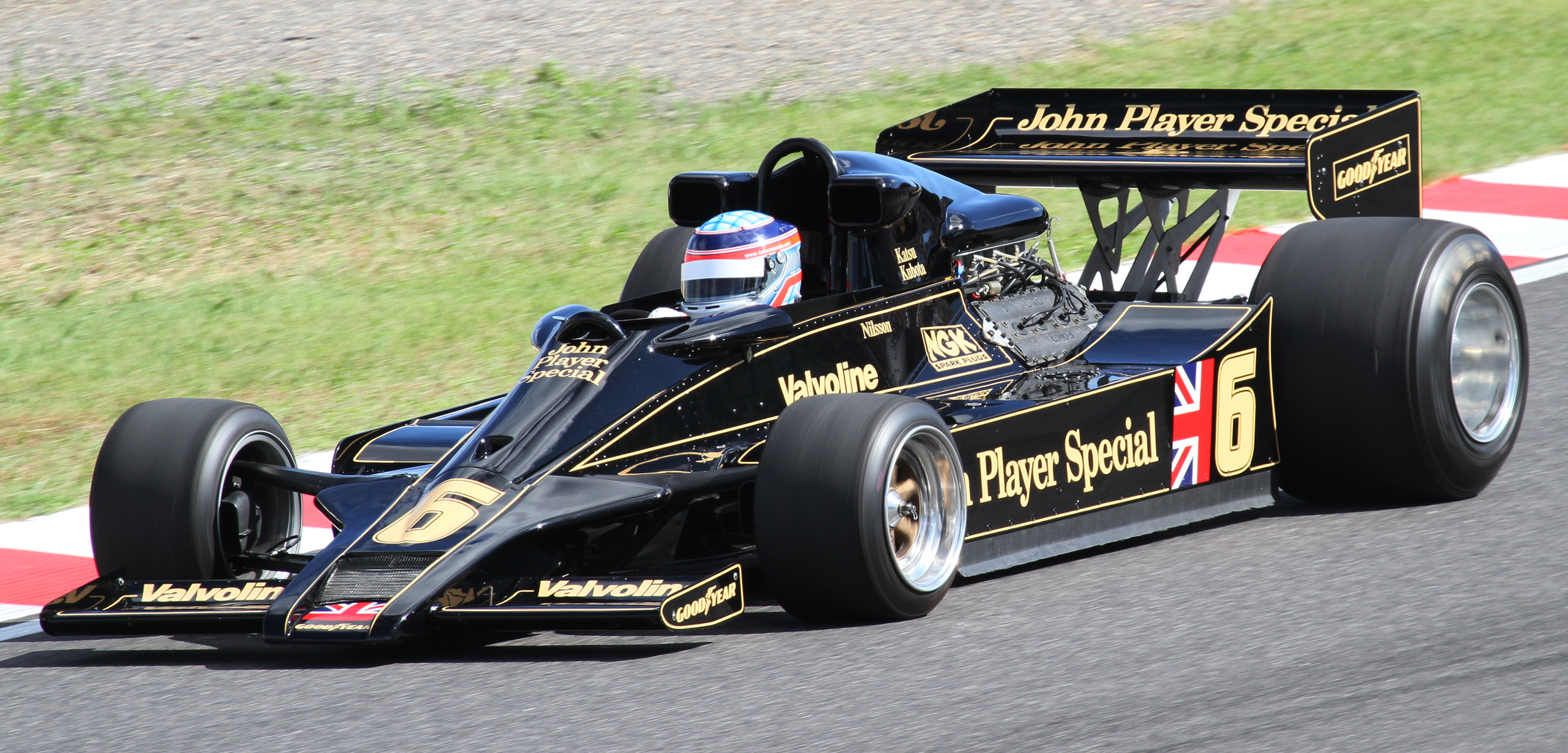
Lotus 78 är konstruerad för att utnyttja sänkande markeffekt

För racerbilar kan den negativa, sänkande markeffekten utnyttjas, det vill säga bilen "trycks" mot marken genom den kraft som åstadkoms av en upp-och-nedvänd vinge.